# William Schallert
William Joseph Schallert (ur. 6 lipca 1922 w Los Angeles, zm. 8 maja 2016 w Pacific Palisades w Kalifornii) – amerykański aktor filmowy i telewizyjny. Wystąpił w takich serialach jak: Zorro, Bonanza, Mission: Impossible, Gotowe na wszystko, Medium i wielu innych produkcjach telewizyjnych.

## Filmografia
- 1954: One! jako ratownik medyczny (niewymieniony w czołówce)
- 1954: Noc nad Pacyfikiem jako dyspozytor
- 1956: Pisane na wietrze jako reporter Jack Williams
- 1957: Człowiek, który się nieprawdopodobnie zmniejsza jako doktor Arthur Bramson
- 1957: Historia ludzkości jako hrabia Warwick
- 1958: Strzały w Dodge City (serial) jako Alben Peavy
- 1959: Telefon towarzyski jako pracownik hotelu
- 1959: Peter Gunn (serial) jako pierwszy wiceprezydent
- 1959: Rawhide (serial) jako porucznik Carter
- 1962: Ostatni kowboj jako zastępca szeryfa Harry
- 1962: Alfred Hitchcock przedstawia (serial) jako porucznik Gunderson
- 1962: Bonanza (serial) jako George Norton
- 1966: W upalną noc (serial) jako major Fisher
- 1967: Combat! (serial) jako major Webb Schubert
- 1968: Wyścigi jako Abel Esterlake
- 1969: Sam Whiskey jako pan Perkins
- 1969: Ożeniłem się z czarownicą (serial) jako doktor Anton
- 1969–1970: Hawaii Five-O (serial) jako radca obrony Herbert
- 1970: Projekt Forbina jako Dyrektor CIA Grauber
- 1970: Tora! Tora! Tora! jako Harry Hopkins - pomocnik Roosevelta (scena wycięta)
- 1973: Charley Varrick jako szeryf
- 1973: Kung Fu (serial) jako Willis Roper
- 1974: The Six Million Dollar Man (serial) jako Lorin Sandusky
- 1974: Barnaby Jones (serial) jako pan Freels
- 1976 – 1979: Domek na prerii (serial) jako Dean Russell Harmon / Snell
- 1980 – 1981: The Waltons (serial) jako Stanley Perkins
- 1983: Magnum (serial) jako Bob, ojciec zastępczy
- 1986: Północ-Południe (serial) jako generał Robert E. Lee
- 1987: Interkosmos jako doktor Greenbrush
- 1987: Autostrada do nieba (serial) jako dziadek Raines
- 1987: Matlock (serial) jako sędzia Elliot Franklin
- 1988 – 1989: Wojna i pamięć (serial) jako Harry Hopkins
- 1989: Zagubiony w czasie (serial) jako sędzia Eugene Haller
- 1990: Murphy Brown (serial) jako Ken Hamilton
- 1993: Star Trek: Stacja kosmiczna (serial) jako Varani
- 1994: Świat pana trenera (serial) jako Bert Wilkins
- 2007: Na imię mi Earl (serial) jako doktor Rudin
- 2007: Jak poznałem waszą matkę (serial) jako Brady
- 2008: Nie ma to jak hotel (serial) jako David
- 2009: Gotowe na wszystko (serial) jako Ken
- 2009: Jim wie lepiej (serial) jako Ed
- 2011: Worek kości (serial) jako Max Devore